# Rawstudio
Rawstudio és una aplicació lliure, que utilitza el joc d'eines GTK+, per llegir i manipular imatges en cru des de càmeres digitals. Està dissenyada per a facilitar el treball amb un volum gran d'imatges, a diferència d'eines similars, com UFRaw, que estan dissenyades per treballar amb una imatge alhora.
Rawstudio és en desenvolupament i només l'última revisió dona suport a la reconstrucció del color per interpolació (demosaicing).
Rawstudio llegeix les imatges en cru utilitzant Dcraw i suporta la gestió del color utilitzant LittleCMS per permetre l'ús de perfils de color (gestió del color de Linux).
Rawstudio dona virtualment suport a totes les varietats d'imatges en cru de tots els fabricants de càmeres digitals, gràcies a l'extens suport de càmeres de Dcraw.